# Kniphofia littoralis
Kniphofia littoralis är en grästrädsväxtart som beskrevs av Leslie Edward Wastell Codd. Kniphofia littoralis ingår i Fackelliljesläktet som ingår i familjen grästrädsväxter.
Artens utbredningsområde är KwaZulu-Natal. Inga underarter finns listade i Catalogue of Life.